# Ezequiel Skverer
Ezequiel Skverer (in ebraico יחזקאל סקוורר‎?; Bahía Blanca, 24 febbraio 1989) è un ex cestista argentino con cittadinanza israeliana.